# Spectrograf astronomic
- Aparat pentru înregistrarea și studierea spectrelor corpurilor cerești; se montează frecvent la telescoape.
- Pentru dispersia luminii, spectrografele astronomice utilizează prisme sau rețele.
- Spectrele sunt înregistrate, de regulă, pe plăci fotografice, dar pot fi studiate și direct, prin mijloace de fotometrie fotoelectrică.